# Agent ubezpieczeniowy
Agent ubezpieczeniowy – przedsiębiorca prowadzący działalność agencyjną na podstawie umowy agencyjnej, zawartej z zakładem ubezpieczeń i wpisany do rejestru agentów ubezpieczeniowych. Działalność agencyjna wiąże się z dystrybucją ubezpieczeń (art. 4 ust. 3 ustawy o dystrybucji ubezpieczeń). Czynności agenta ubezpieczeniowego polegają m.in. na pozyskiwaniu klientów, zawieraniu w imieniu i na rzecz ubezpieczyciela umów ubezpieczeń gospodarczych, uczestniczeniu w administrowaniu i wykonywaniu umów ubezpieczenia. Wszelkie czynności wykonuje w imieniu i na rzecz zakładu ubezpieczeń. W Polsce ponad 30 tys. ludzi prowadzi działalność agenta ubezpieczeniowego. Ponadto niemal 250 tys. ludzi pośredniczy w sprzedaży ubezpieczeń, jako OFWCA, czyli Osoba Fizyczna Wykonująca Czynności Agencyjne.
Za szkodę wyrządzoną przez agenta ubezpieczeniowego w związku z wykonywaniem czynności agencyjnych odpowiada zakład ubezpieczeń, na rzecz którego agent ubezpieczeniowy prowadzi działalność pośrednictwa ubezpieczeniowego (art. 20 ust. 1 cyt. ustawy).
Agent, który wykonuje czynności agencyjne na rzecz więcej niż jednego zakładu ubezpieczeń (multiagent) w zakresie tego samego działu ubezpieczeń i który, w związku z taką działalnością agencyjną ponosi odpowiedzialność za szkody powstałe z tytułu wykonywania czynności agencyjnych, obowiązany jest zawrzeć umowę ubezpieczenia w zakresie ubezpieczenia odpowiedzialności cywilnej (art. 20 ust. 3 cyt. ustawy).